# Holøydalen
Holøydalen is een klein dorp in de Noorse gemeente Tolga in fylke Innlandet. Het dorp ligt in het zuiden van de gemeente aan fylkesvei 26 Het dorp heeft een houten kerkje uit 1908.